# Argiz
Argiz (llamada oficialmente San Paio de Arxiz) es una parroquia y una aldea española del municipio de Taboada, en la provincia de Lugo, Galicia.

## Organización territorial
La parroquia está formada por tres entidades de población:
- Arxiz
- Bosende
- San Paio

## Demografía

### Parroquia
| Gráfica de evolución demográfica de Argiz (parroquia) entre 2000 y 2021 |
|                                                                         |
| Datos según el nomenclátor publicado por el INE.                        |

### Aldea
| Gráfica de evolución demográfica de Arxiz (aldea) entre 2000 y 2021 |
|                                                                     |
| Datos según el nomenclátor publicado por el INE.                    |